# Bronchocela
Bronchocela es un género de reptiles escamosos de la familia Agamidae.

## Especies
Se reconocen las siguientes especies:
- Bronchocela celebensis
- Bronchocela cristatella
- Bronchocela danieli
- Bronchocela hayeki
- Bronchocela jubata
- Bronchocela marmorata
- Bronchocela orlovi
- Bronchocela rubrigularis
- Bronchocela smaragdina
- Bronchocela vietnamensis